# Conopomorpha oceanica
Conopomorpha oceanica là một loài bướm đêm thuộc họ Gracillariidae. Nó được tìm thấy ở Fiji và Vanuatu.
Ấu trùng ăn Theobroma cacao. They probably mine the leaves cũng như the fruit or seeds of their host plant.